# سرخس خزنده آسیایی
سرخس خزنده آسیایی (نام علمی: Asplenium ruprechtii) نام یک گونه از سرده سپرزدارو است.